# Escalofrío (película de 2001)
Escalofrío (en inglés Wendigo) es una película de terror estadounidense del 2001. 

## Argumento
George (Jake Weber) es un fotógrafo profesional quien necesitando estar un tiempo lejos del estrés del trabajo y la ciudad, viaja con su esposa Kim (Patricia Clarkson) y su hijo Miles (Erik Per Sullivan) a Nueva York para disfrutar de las vistas de invierno. El viaje en coche no es relajante para  de ellos, incluso George accidentalmente golpea gravemente a un venado que corría por la carretera helada.Al detenerse para inspeccionar los daños, es confrontado por un furioso lugareño llamado Otis, que le dice a George que él y sus compañeros de caza seguían al ciervo hace rato. Cuando George y Kim llegan a su cabina, descubren que una presencia oscura e intimidante parece haber tomado el poder.
Al día siguiente, cuando se detienen en una tienda cercana a la cabina, el comerciante le dice a Miles sobre la leyenda del Wendigo, un animal deforme del folklore indio que cambia de ser humano a una horrible bestia caníbal con poderes de cambiar su apariencia a voluntad. El tendero le da una pequeña figura de un Wendigo. Aturdido, Miles no puede dejar de pensar si el Wendigo tiene algo que ver con las fuerzas oscuras que actúan en el bosque cerca de la cabina. Más tarde ese día, mientras padre e hijo van en trineo, George  cae al suelo, dejando a Miles solo y perdido en el bosque. Asustado, Miles busca a su papá pero es perseguido por el Wendigo y se desmaya, despertando más tarde. Kim sale a buscar su familia. Kim y Miles comienzan una caminata en el bosque, hasta que terminan en la casa, donde encuentran a George herido, así se suben al coche hasta el hospital más cercano. Se revela que George y Miles estaban en trineo junto a un campo de tiro y Otis le disparó a George en el hígado con un rifle de caza de alta potencia. George se somete a una cirugía de emergencia. Miles en el hospital alucina que su padre está siendo atacado por el Wendigo, se desmaya y despierta para descubrir que George ha muerto. Otis se enfrenta al sheriff local, lo mata y huye al bosque, pero es perseguido por el Wendigo hasta que se estrella contra un árbol, eventualmente corre hasta una carretera donde es interceptado por el coche ayudante del sheriff. La película termina con Otis siendo acarreado a la sala de urgencias del hospital, y siendo seguido por el comerciante indio, mientras que Miles lo mira acariciando la estatuilla del Wendigo.

## Crítica
Rotten Tomatoes mostró  que el 58% de los críticos dieron reseñas favorables al film. La película se estrenó en versión limitada y no una gran atracción de taquilla.
- Datos: Q627295